# أبو موس

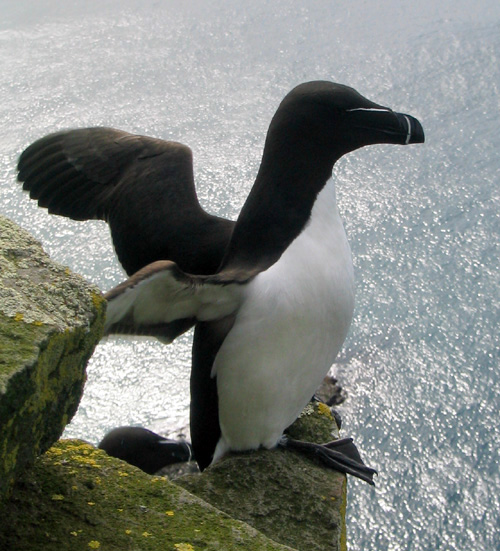

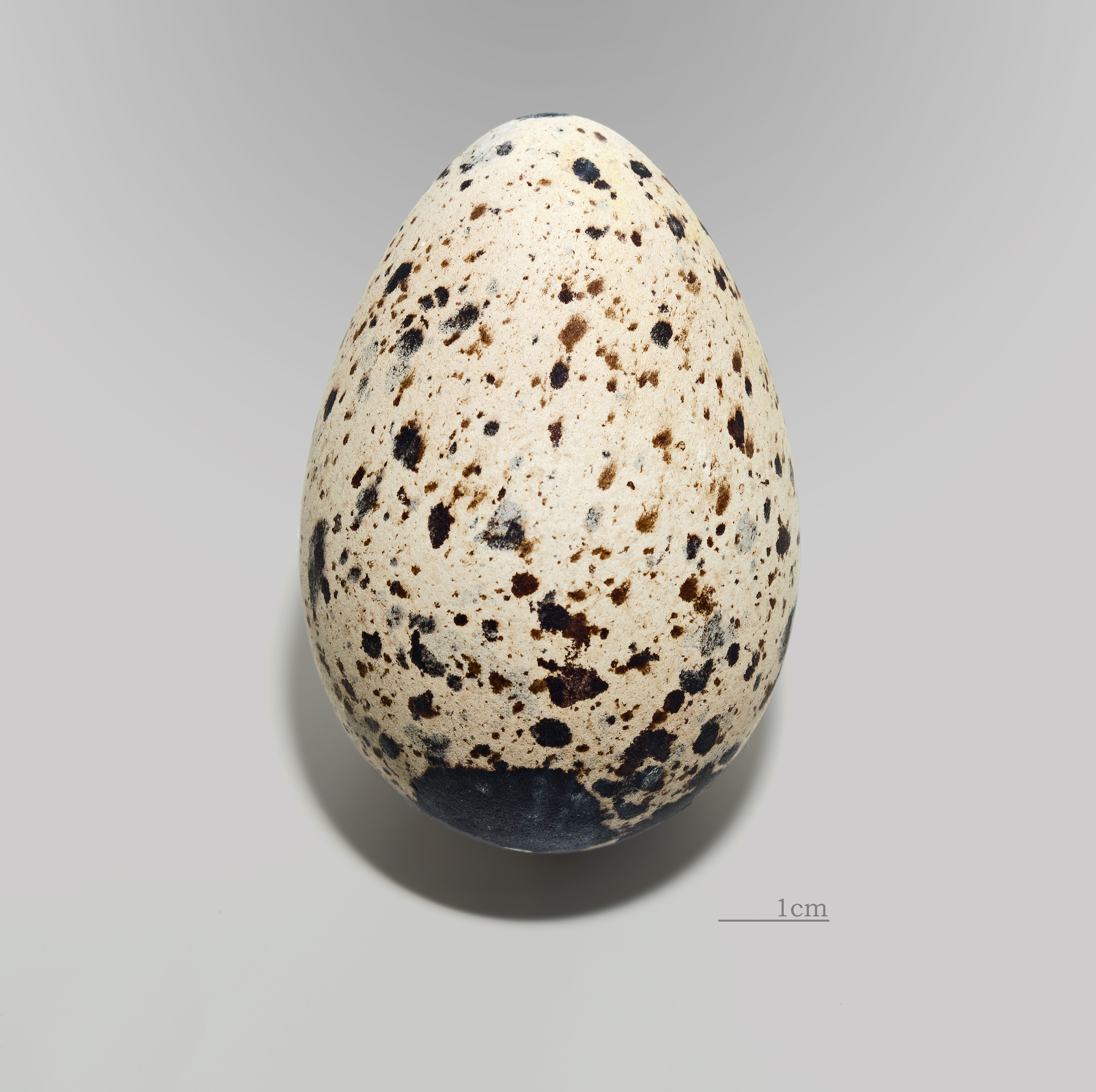
أبو موس

أبو موس (الاسم العلمي:  Alca torda) (بالإنجليزية: Razorbill)‏، هو طائر ينتمي إلى (فصيلة: Alcidae).هو طائر بحرى يأتى إلى الأرض من أجل التناسل فقط. هذا الطائر الرشيق يختار رفيق واحد فقط في حياته؛ الانثى تضع بيضه واحدة فقط في السنة. وتكون عشته على حفاف المنحدرات الجبلية.

## اقرأ أيضا
- قرية ارنارستابي
- قائمة طيور مصر